# Condado de Powell (Montana)
El condado de Powell (en inglés: Powell County), fundado en 1901, es uno de los 56 condados del estado estadounidense de Montana. En el año 2000 tenía una población de 7.180 habitantes con una densidad poblacional de una persona por km². La sede del condado es Deer Lodge.

## Geografía
Según la Oficina del Censo, el condado tiene un área total de 6042 km² (2332,8 mi²), de la cual 6024 km² (2325,9 mi²) es tierra y 18 km² (6,9 mi²) (0.29%) es agua.

### Condados adyacentes
- Condado de Flathead - norte
- Condado de Lewis and Clark - noreste, este
- Condado de Jefferson - sureste
- Condado de Deer Lodge - sur
- Condado de Granite - suroeste
- Condado de Missoula - oeste

## Carreteras
- Interestatal 90
- U.S. Highway 10 (antigua)
- U.S. Highway 12
- Carretera Estatal de Montana 141
- Carretera Estatal de Montana 200

## Demografía
En el 2000 la renta per cápita promedia del condado era de $30,625, y el ingreso promedio para una familia era de $35,836. En 2000 los hombres tenían un ingreso per cápita de $26,366 versus $20,457 para las mujeres. El ingreso per cápita para el condado era de $13,816. Alrededor del 12.60% de la población estaba bajo el umbral de pobreza nacional.

## Comunidades

### Ciudad
- Deer Lodge

### Lugares designados por el censo
- Avon
- Elliston
- Garrison
- Ovando